# Etenpropengummi

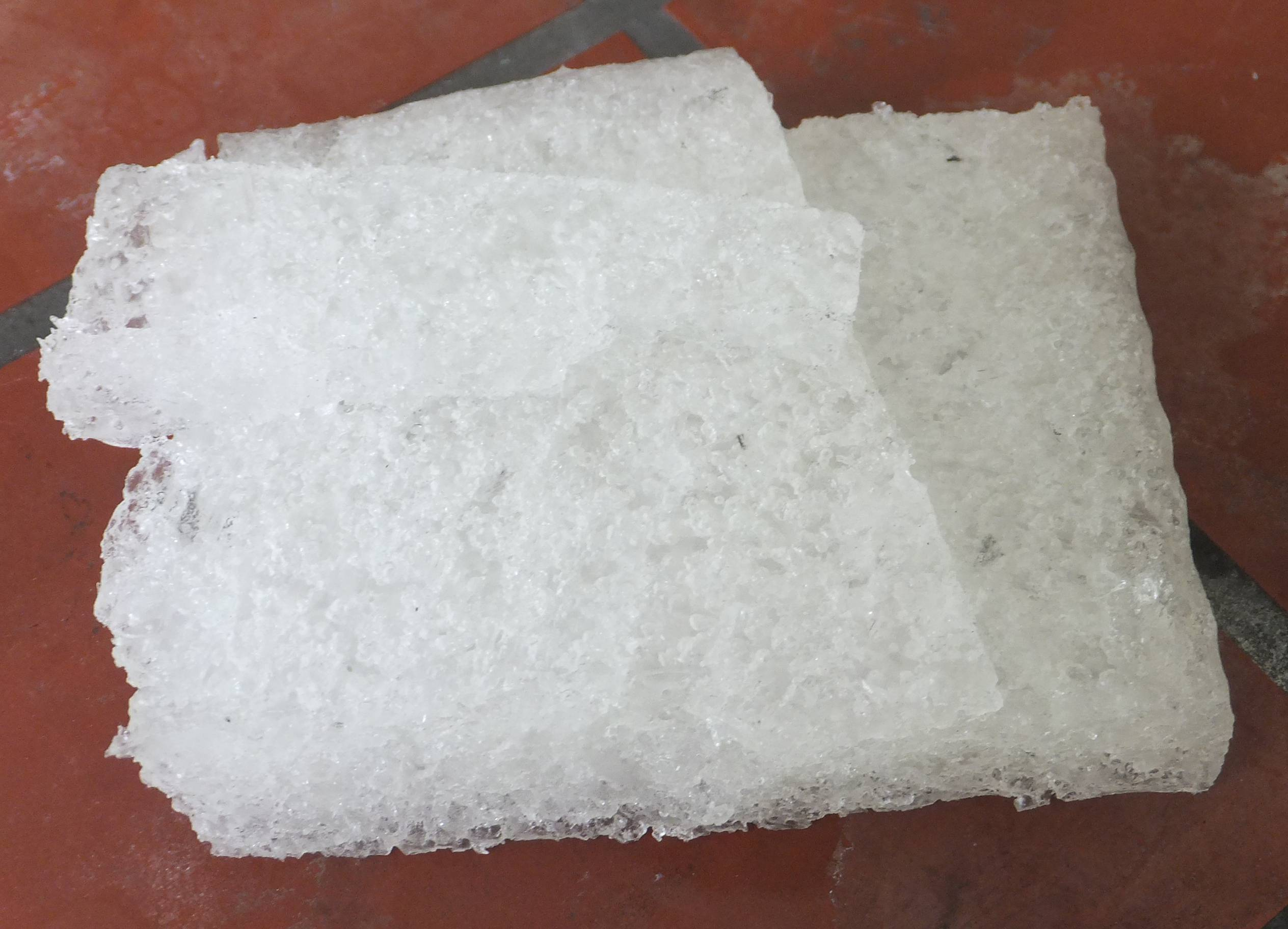
EPDM-polymer tillverkad av Lanxess.

Etenpropengummi eller EPDM-gummi (Ethylene Propylene Diene M-class), är en typ av syntetiskt gummi som är en elastomer vilken har en rad användningsområden, till exempel bilinredning och tätning, ansiktsmasker (speciellt där silikon måste undvikas), solfångare för badpool, taktäckning et cetera.
Den kan användas som packning vid temperaturer ner till -35 °C.